# Cộng hòa Xã hội chủ nghĩa Séc
Cộng hòa Xã hội chủ nghĩa Séc (tiếng Séc: Česká socialistická republika, ČSR) là một nước cộng hòa trong Cộng hòa Xã hội chủ nghĩa Tiệp Khắc. Tên này được sử dụng từ ngày 1 tháng 1 năm 1969 đến tháng 11 năm 1989, khi nhà nước Tiệp Khắc đơn nhất trước đó chuyển thành liên bang.  Từ năm 1990 đến năm 1992, Cộng hòa Séc (tiếng Séc: Česká republika, ČR) tồn tại như một chủ thể liên bang bên trong Cộng hòa Liên bang Séc và Slovak, sau này trở thành Cộng hòa Séc độc lập.

## Lịch sử

### Cộng hòa Xã hội chủ nghĩa Tiệp Khắc (1969–89)
Sau cuộc chiếm đóng Tiệp Khắc năm 1968, các cải cách tự do hóa bị dừng lại và hoàn nguyên. Ngoại lệ duy nhất là liên bang hóa đất nước. Nhà nước tập trung Tiệp Khắc trước đó được chia thành hai phần: Cộng hòa Xã hội chủ nghĩa Séc và Cộng hòa Xã hội chủ nghĩa Slovak theo Luật Hiến pháp Liên bang ngày 28 tháng 10 năm 1968, được ban hành vào năm 1968, có hiệu lực vào ngày 1 tháng 1 năm 1969. Các nghị viện quốc gia mới (Hội đồng Quốc gia Séc và Hội đồng Quốc gia Slovakia) được thành lập và nghị viện truyền thống của Tiệp Khắc được đổi tên thành "Hội đồng Liên bang" và được chia thành hai viện: Viện Nhân dân (tiếng Séc: Sněmovna lidu, tiếng Slovak: Snemovňa ľudu) và  Viện Dân tộc (tiếng Séc: Sněmovna národů, tiếng Slovak: Snemovňa národov). Các quy tắc bỏ phiếu rất phức tạp đã được áp dụng.

### Cộng hòa Liên bang Séc và Slovak (1990–92)
Sau Cách mạng Nhung đặt dấu chấm hết cho chủ nghĩa xã hội ở Tiệp Khắc, từ xã hội chủ nghĩa đã bị loại bỏ khỏi tên của hai nước cộng hòa. Do đó, Cộng hòa Xã hội Chủ nghĩa Séc được đổi tên thành Cộng hòa Séc (dù vẫn là một phần của Cộng hòa Liên bang Séc và Slovak).
Hệ thống bầu cử nghị viện phức tạp (trên thực tế có năm cơ quan khác nhau, mỗi cơ quan có quyền phủ quyết) được duy trì sau sự sụp đổ của chủ nghĩa xã hội, làm phức tạp và trì hoãn các quyết định chính trị trong những thay đổi căn bản của nền kinh tế.
Sau đó, vào năm 1992, Cộng hòa Séc trở thành nhà nước độc lập (xem Giải thể Tiệp Khắc).